# トランクホテル
トランクホテル (TRUNK(HOTEL)) は、東京都渋谷区神宮前にあるブティックホテル。株式会社テイクアンドギヴ・ニーズの連結子会社、株式会社TRUNKが運営する。

## 解説
2017年（平成29年）5月13日開業。館内にはレストラン、ショップ、ラウンジが揃い、オープンな空間が広がっている。
トランクホテルでは、「ENVIRONMENT（環境）」「LOCAL FIRST（ローカル優先主義）」「DIVERSITY（多様性）」「HEALTH（健康）」「CULTURE（文化）」という5つのカテゴリーに注力し、「一人一人が日々のライフスタイルの中で、自分らしく、無理せず等身大で、社会的な目的を持って生活すること」という「ソーシャライジング」をコンセプトに掲げている。ホテルの売上の一部を寄付するなど、利用者が自然と社会に貢献できるような仕組みを取り入れている。

## ギャラリー

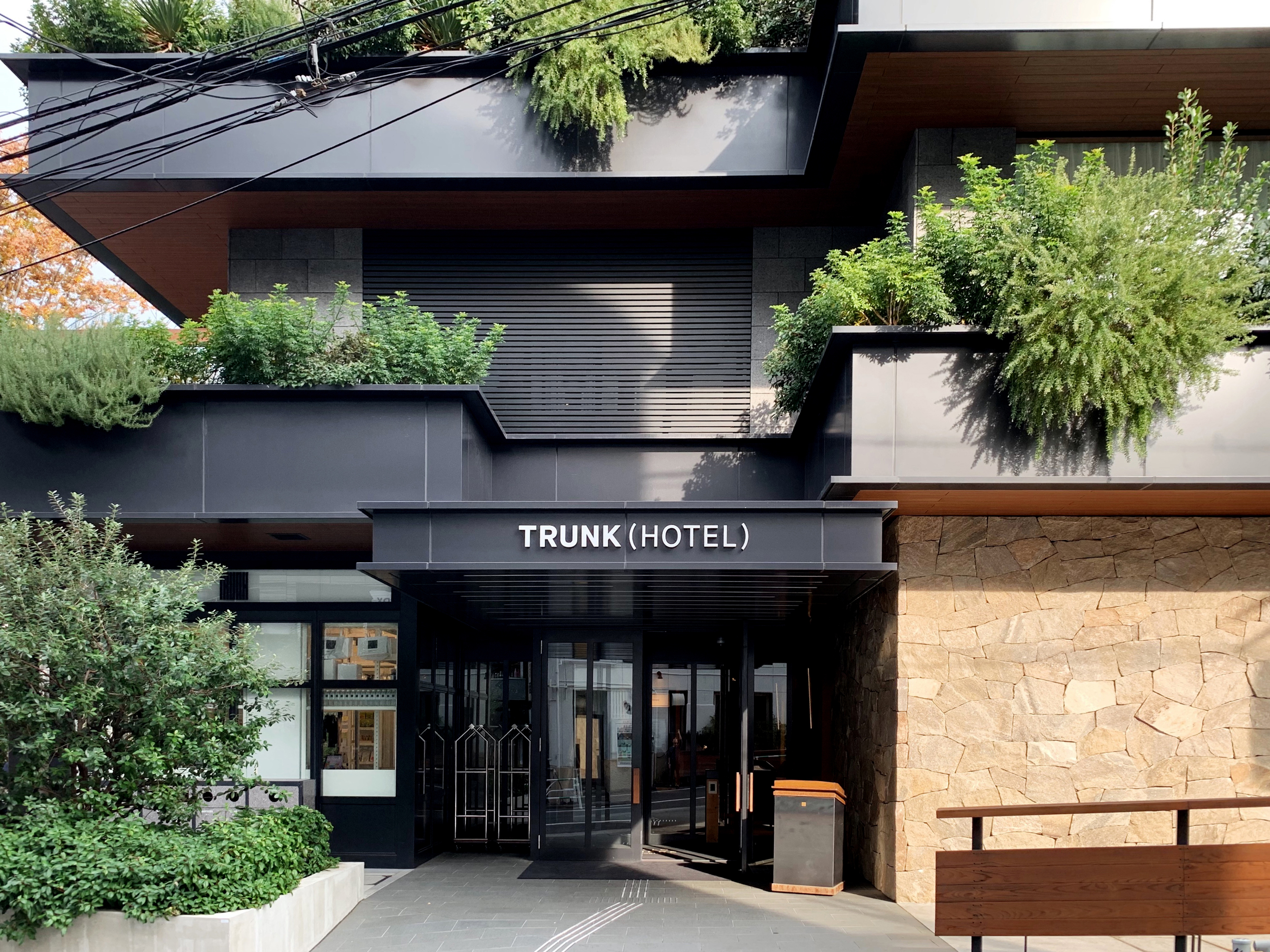
エントランス
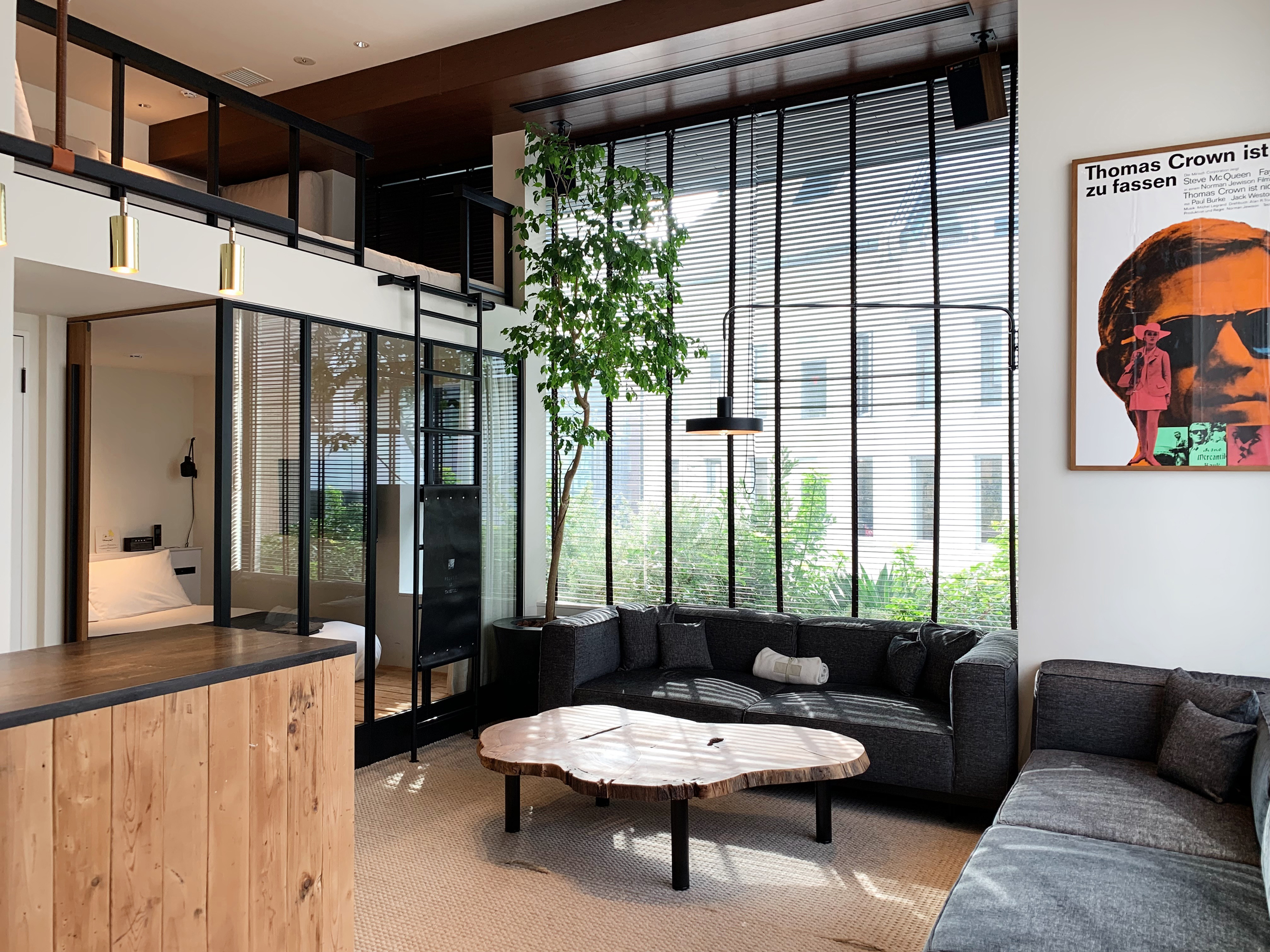
室内
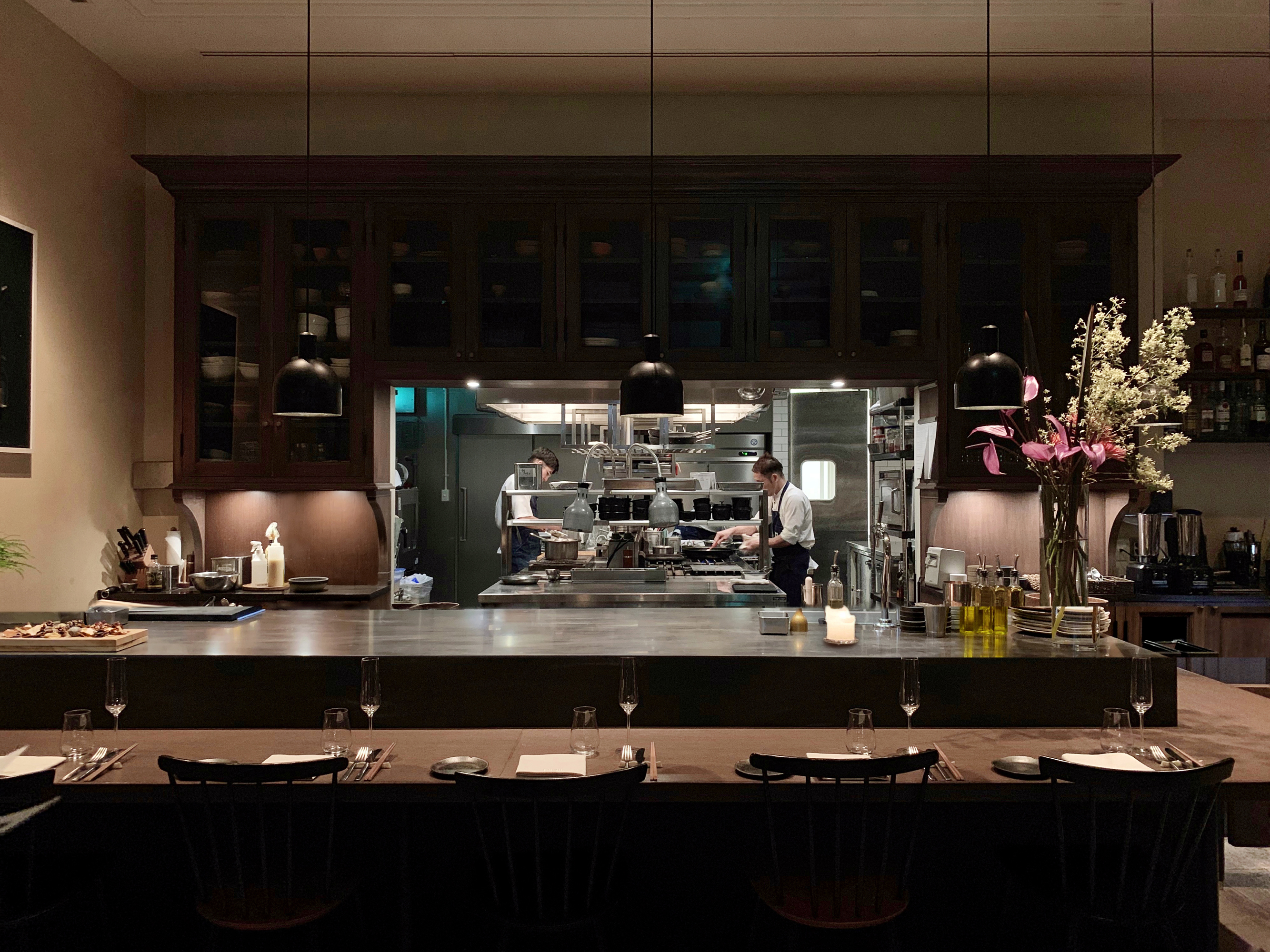
ダイニング「TRUNK (KITCHEN)」
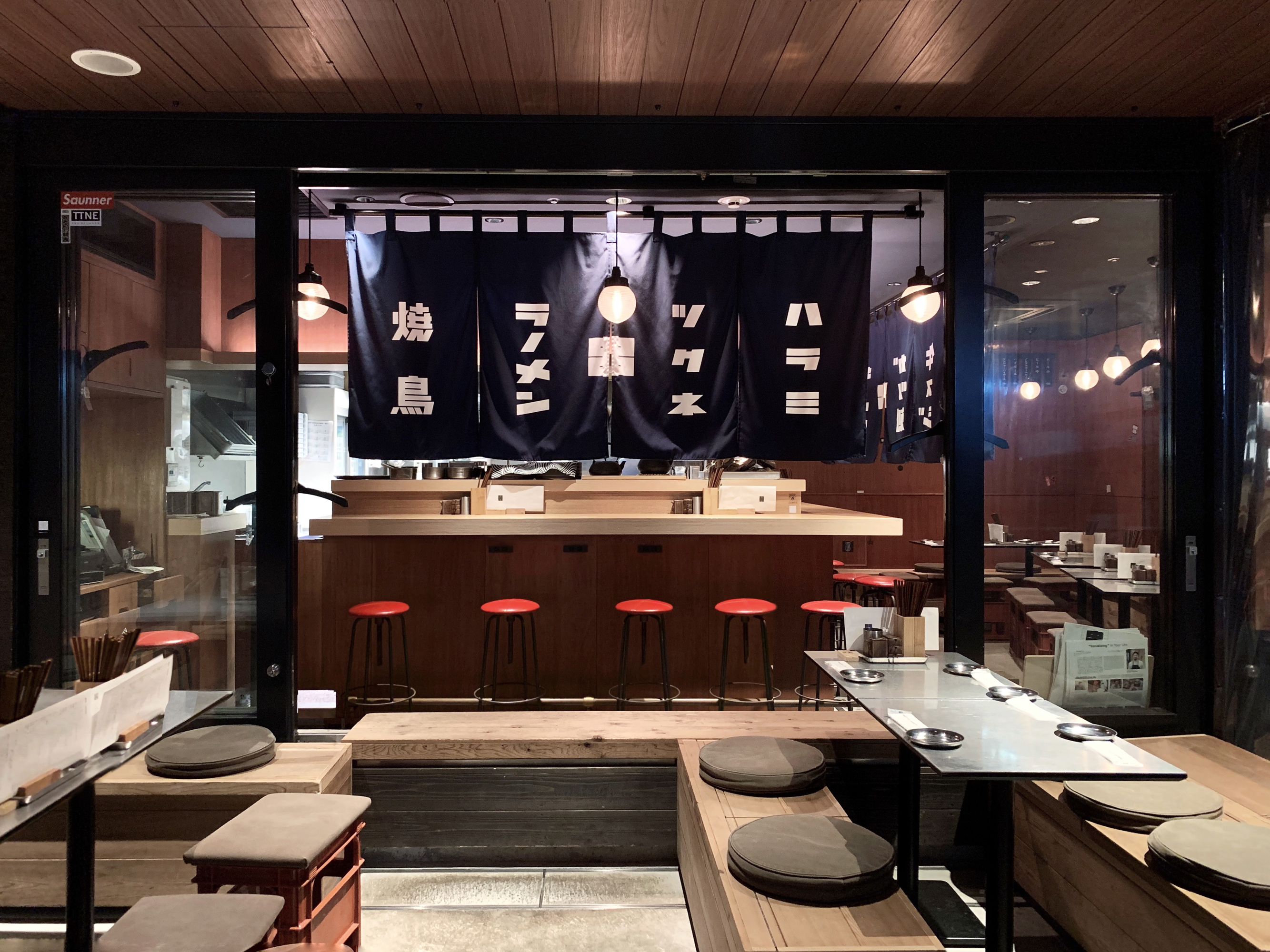
串焼き店「TRUNK (KUSHI)」
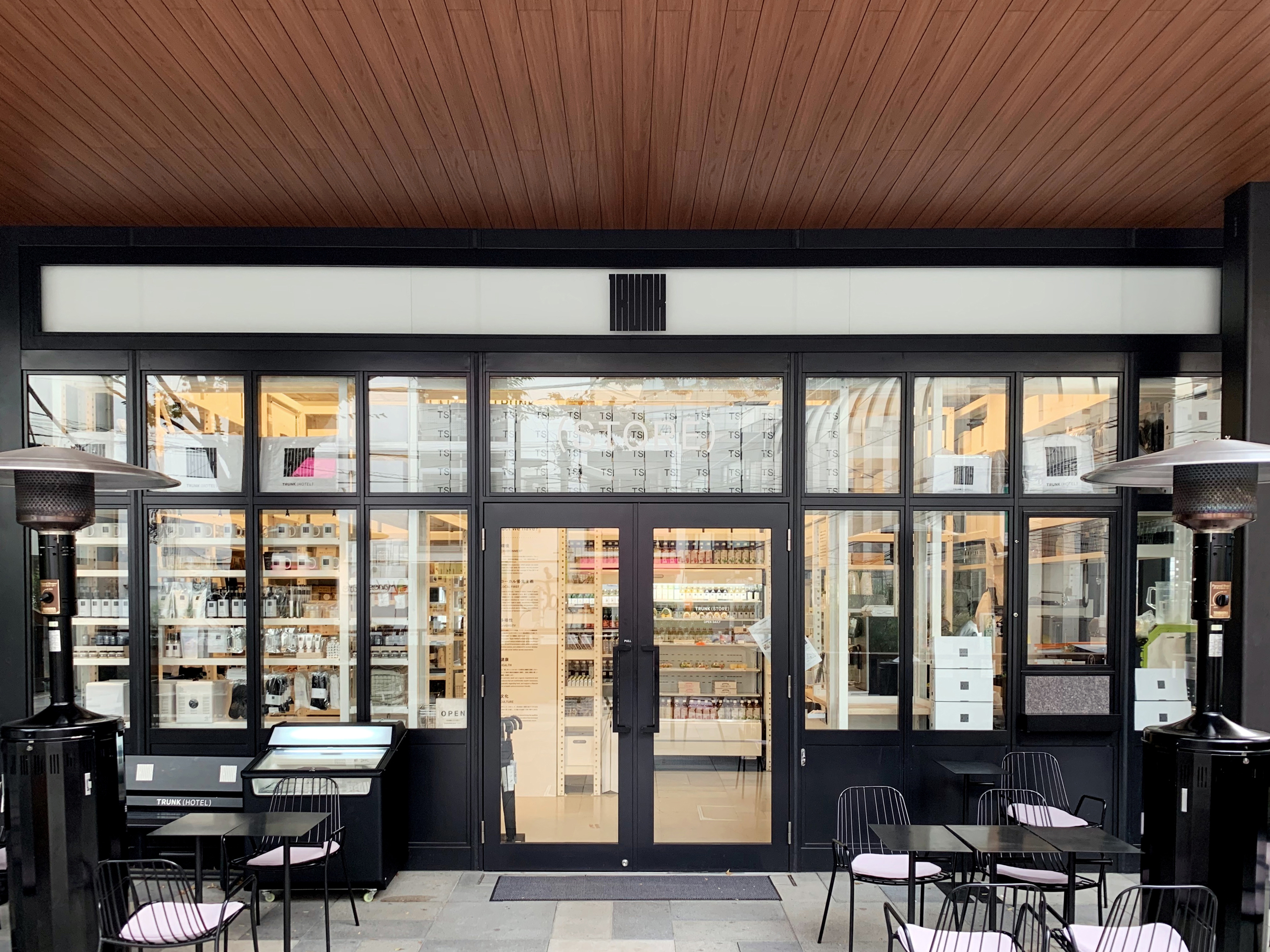
ショップ「TRUNK (STORE)」

## 交通アクセス
- 渋谷駅A13出口より徒歩7分
- 明治神宮前駅7番出口より徒歩6分
- 表参道駅A1出口より徒歩10分